# Sjoeke Nüsken
Sjoeke Nüsken (Hamm, 22 gennaio 2001) è una calciatrice tedesca, centrocampista del Chelsea e della nazionale tedesca.
In carriera ha indossato la maglia delle nazionali giovanili della Germania, dall'Under-15 all'Under-20, ottenendo due secondi posti con l'Under-19 agli Europei di categoria di Svizzera 2018 e Scozia 2019, e laureandosi campionessa d'Europa con la formazione Under-17 all'Europeo di Repubblica Ceca 2017.

## Carriera

### Club
Fin dalla giovanissima età Nüsken si avvicina allo sport, praticando il tennis fino all'età di undici anni, specialità in cui eccelle e nella quale è stata considerata la migliore tennista tedesca della sua fascia d'età, prima di concentrarsi sul calcio. All'età di 14 anni è stata convocata nella squadra U14 della Westfalia, per la quale ha giocato tre partite della Coppa di categoria. Seguono otto partite per la selezione U-16 e quattro per la selezione U18 della Westfalia, sempre nella Länderpokal. Nel 2017 ha giocato una partita per gli U-17 del Gütersloh. Con un esonero, ha continuato a giocare per l'SV Westfalia Rhynern nella A-Junioren-Landesliga fino alla fine della stagione 2018-2019.
A fine aprile 2019 ha sottoscritto un contratto triennale con le sette volte campionesse di Germania dell'1. FFC Francoforte dalla stagione 2019-2020. A disposizione del tecnico Niko Arnautis, Nüsken fa il suo debutto in Frauen-Bundesliga il 15 settembre 2019, alla 3ª giornata di campionato, rilevando Laura Störzel al 74' dell'incontro casalingo vinto 4-2 sulle avversarie dello Jena. e va a rete per la prima volta poco più di un mese più tardi, il 27 ottobre 2019, segnando la rete della vittoria in trasferta per 2-1 con l'MSV Duisburg all'8ª giornata.
Veste la maglia dell'1. FFC Francoforte solamente per quella stagione, in quanto l'Eintracht Francoforte dal luglio 2020 ne ha acquisito il titolo sportivo per fusione e il parco tesserate della storica società di Francoforte sul Meno. Nüsken è tra le giocatrici che, sempre sotto la guida di Arnautis, dalla stagione successiva formano la rosa della squadra della nuova società, tecnico che continua a dare piena fiducia alla centrocampista e che alla sua seconda stagione con i nuovi colori contribuisce a far raggiungere alla squadra il 3º posto in classifica e il diritto di partecipare all'edizione 2022-2023 della UEFA Women's Champions League.
Il 4 settembre 2024 viene inserita nella lista delle trenta candidate al Pallone d'oro femminile.

## Statistiche

### Presenze e reti nei club
Statistiche aggiornate al 9 luglio 2025.
| Stagione                     | Squadra                      | Campionato                   | Campionato | Campionato | Coppe nazionali | Coppe nazionali | Coppe nazionali | Coppe internazionali | Coppe internazionali | Coppe internazionali | Altre coppe | Altre coppe | Altre coppe | Totale | Totale |
| Stagione                     | Squadra                      | Comp                         | Pres       | Reti       | Comp            | Pres            | Reti            | Comp                 | Pres                 | Reti                 | Comp        | Pres        | Reti        | Pres   | Reti   |
| ---------------------------- | ---------------------------- | ---------------------------- | ---------- | ---------- | --------------- | --------------- | --------------- | -------------------- | -------------------- | -------------------- | ----------- | ----------- | ----------- | ------ | ------ |
| 2019-2020                    | 1. FFC Francoforte           | BL                           | 17         | 5          | CG              | 2               | 0               |                      | -                    | -                    |             | -           | -           | 19     | 5      |
| 2020-2021                    | Eintracht Francoforte        | BL                           | 22         | 2          | CG              | 4               | 0               |                      | -                    | -                    |             | -           | -           | 26     | 2      |
| 2021-2022                    | Eintracht Francoforte        | BL                           | 22         | 2          | CG              | 1               | 1               |                      | -                    | -                    |             | -           | -           | 23     | 3      |
| 2022-2023                    | Eintracht Francoforte        | BL                           | 22         | 3          | CG              | 2               | 2               | UWCL                 | 2                    | 0                    |             | -           | -           | 26     | 5      |
| Totale Eintracht Francoforte | Totale Eintracht Francoforte | Totale Eintracht Francoforte | 66         | 7          |                 | 7               | 3               |                      | 2                    | 0                    |             | -           | -           | 75     | 10     |
| 2023-2024                    | Chelsea                      | WSL                          | 21         | 8          | CI              | 4               | 1               | UWCL                 | 10                   | 2                    | CL          | 3           | 2           | 38     | 13     |
| 2024-2025                    | Chelsea                      | WSL                          | 21         | 2          | CI              | 5               | 0               | UWCL                 | 2                    | 1                    | CL          | 3           | 1           | 31     | 4      |
| Totale Chelsea               | Totale Chelsea               | Totale Chelsea               | 42         | 10         |                 | 9               | 1               |                      | 12                   | 3                    |             | 6           | 3           | 69     | 17     |
| Totale carriera              | Totale carriera              | Totale carriera              | 115        | 22         | -               | 18              | 4               | -                    | 14                   | 3                    | -           | 6           | 3           | 163    | 32     |

## Palmarès

### Nazionale
- Bronzo olimpico: 1

Parigi 2024
- Campionato d'Europa under 17: 1

2017